# Опорски рид
Опорски рид (или Осойски рид) е напречен планински праг в Средногорско-Подбалканската област в Софийска област, между Саранската и Камарската котловина.
Планинският праг Опорски рид се издига между Саранската котловина на запад и Камарската котловина на изток, като свързва планината Мургаш на Стара планина с Ихтиманска Средна гора. Простира се от север на юг на около 10 км, а ширината му е 5 – 6 км. В южната си част, от изток на запад между селата Долно Камарци и Макоцево се проломява от Макоцевска река, десен приток на Лесновска река от басейна на Искър. Ридът е обрасъл с ниски храстови гори.
По западния му склон са разположени селата Осоица, Саранци, Чеканчево и Макоцево, а по източния – Горно Камарци и Долно Камарци.
В най-ниската си част, на протежение от 4,6 км рида се пресича от първокласен път № 6 от Държавната пътна мрежа ГКПП „Гюешево“ – София – Карлово – Бургас. През пролома на Макоцевска река през рида преминава и участък от трасето на Подбалканската жп линия София – Карлово – Бургас.

## Топографска карта
- Лист от карта K-34-48. Мащаб: 1 : 100 000.